# Оленькова, Анастасия Яковлевна
Анастасия Яковлевна Оленькова — советский передовик сельскохозяйственного производства, доярка опытно-производственного хозяйства «Черепановское» Черепановского района Новосибирской области. Герой Социалистического Труда (1983). Депутат Совета Союза Верховного Совета СССР 11 созыва (1984-1989) от Новосибирской области.

## Биография
Родилась 25 декабря 1932 года в селе Таволжанова Абатского района Тюменской области в крестьянской семье. Русская. В годы Великой Отечественной войны успевала учиться, нянчить младших восьмерых братьев и сестёр, помогать взрослым в работе. В пятнадцать лет начала работать поварихой в тракторной бригаде. Потом пошла на ферму в родном селе, сначала трудилась учётчицей, затем стала дояркой.
В 1961 году переехала в село Безменово Черепановского района Новосибирской области, работала в коровниках опытно-производственного хозяйства «Черепановское». Здесь освоила машинное доение. Учитывая индивидуальные особенности животных, выстраивала рацион питания для каждой коровы. Принимала у своих питомиц телят, лечила их вместе с ветеринарами. Она надаивала более 5 тысяч килограммов в год от каждой коровы.
Указом Президиума Верховного Совета СССР от 21 декабря 1983 года за выдающиеся успехи, достигнутые во Всесоюзном социалистическом соревновании, проявленный трудовой героизм в выполнении планов и принятых обязательств по увеличению производства мяса, молока и других продуктов животноводства в зимний период 1982-1983 годов Оленьковой Анастасии Яковлевне присвоено звание Героя Социалистического Труда с вручением ордена Ленина и золотой медали «Серп и Молот».
Передав свой опыт молодым дояркам, вышла на заслуженный отдых.
Была членом КПСС.
Жила на станции Безменово Черепановского района Новосибирской области.

## Награды и звания
- Герой Социалистического Труда (1983)
- два ордена Ленина
- Орден Октябрьской Революции
- медали